# Argent Halili
Argent Halili (ur. 16 listopada 1982 we Wlorze) – albański piłkarz, grający na pozycji bramkarza. W sezonie 2021/2022 zawodnik FC Laberii.

## Kariera klubowa
Wychowanek Flamurtari FC. 1 lipca 2002 roku z tego klubu trafił do KSu Teuta. Rok później ponownie zmienił klub – tym razem trafił do KSu Albpetrol. Rok później wrócił do Teuty. Spędził tam dwa lata. 1 lipca 2006 roku został zawodnikiem KFu Sopoti.
1 lipca 2007 roku wrócił do Flamurtari. W Kategorii Superiore zadebiutował 18 października 2009 roku w meczu przeciwko KS Besa Kavajë, przegranym 1:0. Halili zagrał cały mecz. W tym okresie gry we Flamurtari zagrał w 10 spotkaniach w albańskiej ekstraklasie.
1 lipca 2010 trafił do KSu Kastrioti. W tym zespole zadebiutował 22 sierpnia 2010 roku w meczu przeciwko Shkumbini Peqin, zremisowanym 2:2, grając cały mecz. Łącznie w tym zespole zagrał w 52 meczach, 14 razy zachowując czyste konto.
1 lipca 2012 roku został zawodnik FK Kukësi. Debiut w tym zespole zaliczył 25 sierpnia 2012 roku w meczu przeciwko KSowi Luftëtari, zremisowanym 0:0. Argent Halili zagrał cały mecz. W barwach tego zespołu grał w kwalifikacjach do Ligi Europy, lecz w jego najlepszym osiągnięciem było dotarcie do rundy kwalifikacyjnej. Łącznie dla Kukësi zagrał w 103 meczach (84 ligowych).
13 lipca 2015 roku wrócił po raz trzeci do Flamurtari. Ponowny debiut w barwach tego zespołu zaliczył 22 sierpnia 2015 roku w meczu przeciwko KSowi Teuta, przegranym 0:1, grając całe spotkanie. Łącznie w barwach Flamurtari zagrał w 63 spotkaniach (57 ligowych).
1 sierpnia 2017 roku trafił do KSu Kamza. W tym zespole zadebiutował 9 września 2017 roku w meczu przeciwko FK Kukësi, przegranym 1:0, stojąc na bramce cały mecz. W pięciu meczach nosił opaskę kapitana. Łącznie w Kamzie zagrał w 15 ligowych meczach.
Od 1 stycznia 2018 roku do 1 lipca pozostawał bez klubu, do czasu, aż trafił do KF Oriku.
1 sierpnia 2020 roku został zawodnikiem FC Laberii.
Argent Halili w swojej karierze zagrał w 208 meczach w Kategorii Superiore.